# Ител ап Морган Хен
Ител ап Морган Хен (валл. Ithel ap Morgan Hen; ум. в 994) — один из правителей Гливисинга (974—994).

## Биография

### Ранние годы
В 967 году Эйнион, сын правителя Дехейбарта, вторгся на полуостров Гоуэр, владение Моргана Старого, «как предлог», выступая против языческих викингов и их сторонников. Это вызвало ответный набег Оуайна, брата Итела, из Гливисинга, который вернул Гоуэр под свой контроль, и вторжение короля Англии Эдгара Английского, которое вынудило отца Эйниона, Оуайна, поклясться в верности ему в Каэрлеоне.
Следующий рейд в 976 году, был немного успешнее: Эйнион совершил настолько разорительный поход, что тот вызвал голод. Однако Ител победил его и восстановил потери владельцам.

### Правление
Правление его отца завершилось в 974 году, согласно Гвентианской Хронике: "передав свою власть своим сыновьям и внукам.....из-за возраста и ветхости". Ител не был старшим из братьев. По одним данным, старшим из детей Моргана Старого, был Идваллон. По другой же версии старшим сыном и наследником был Оуайн. Годы правления Итела и его братьев прошли войнами с соседним Дейхейбартом. В 977 году происходит очередное вторжение войск из Дехейбарта в Гливисинг, однако также неудачно как и два предыдущих (ок.960 и 970 гг). 
В 984 году, или в 982, в битве при Пенкод-Коллинне, Эйнион Дехейбарсткий, во время очередного вторжения в Гливисинг, был убит людьми Гливисинга и Гвента
Если его братья Оуайн и Идваллон перестали править в 983 и в 990 году соответственно, то получается что Ител был единственным сыном Моргана Старого, правившим Гламорганом с 990 по 994 год, когда он и умер. Наследниками его братьев, то есть его соправителями, стали Ител Чёрный, а также Хивел, Рис и Иестин.
В 985 году на Моргуннуг и Брихейниог напал Хивел Гвинеддский при поддержке Элфхере Мерсийского, но успехи союзников были незначительны.
После 991 года, Маредид напал на территорию Итела, чудовищно обрушился на Гламорган в союзе со своим племянником Эдвином. И тогда Хивел, брат Итела, обратился своими намерениями к населению, - что он возглавит их, если хотя бы двое по сопутствуют ему. После этого люди страны, как мужчины, так и женщины, юноши и девушки, прибегли к нему, каждый с таким оружием, которое имел под рукой, и выступили против Эдвина и Маредида, и отправили их в бегство, и взяли с них добычу, и убили многих их людей в битве при Корс Эйнионе, что в Гоуэре, где погиб Кадваллон, сын Маредида.
Как сообщает Гвентианская Хроника, в 994 году, Ител совместно со своим племянником, Эйданом ап Блегиуридом, "как союзники" и что к ним "присоединился" Иестин ап Гурган, "и они спланировали войну, чтобы приобрести территорию Маредида".

### Семья
Потомство Итела:
- Гурган (ум.1030)[2][3]
  - Иестин (ум.1043)[2]
    - Ридерх[6]
    - Карадог (уб.1032)[3]
    - Грифид[16]
      - Меуриг[16]

  - Ева, замужем за Нейниадом ап Гвэйтфоедом[12]